# Nowe Dwory (województwo małopolskie)
Nowe Dwory – wieś w Polsce, położona w województwie małopolskim, w powiecie wadowickim, w gminie Brzeźnica.
| SIMC    | Nazwa    | Rodzaj    |
| ------- | -------- | --------- |
| 0047881 | Jaz      | część wsi |
| 0047898 | Owsianka | część wsi |

W latach 1975–1998 wieś położona była w województwie bielskim.
Nowe Dwory zajmują obszar 2,31 km². W 2011 liczba mieszkańców wynosiła 448 osób, w tym 226 kobiet i 222 mężczyzn.
Wieś leży na pograniczu Pogórza Wielickiego i Kotliny Oświęcimskiej z płynącą jej dnem Wisłą. 
Rejestr poborowy woj. krakowskiego z roku 1581 nie wykazuje tej wioski. Prawdopodobnie wieś ta wyłoniła się po XIX-wiecznych parcelacjach z istniejącej wcześniej wsi Owsianka, która w tej chwili jest przysiółkiem Nowych Dworów.
Była zawsze wsią szlachecką. Nowe Dwory posiadają zabytkowy krzyż, który został odrestaurowany w 2000 roku. Znajduje się tutaj zabytkowy dworek.